# Per-Olof Berggren
Per-Olof Berggren, född 1954 i Landskrona, är en svensk läkare och diabetesforskare.
Berggren studerade medicin vid Umeå universitet och Uppsala universitet, var doktorand vid institutionen för medicinsk cellbiologi i Uppsala och disputerade där 1982. Han hade en tjänst vid Medicinska forskningsrådet (MFR) 1983-1986, antogs som docent i medicinsk cellbiologi 1986, och hade en MFR-forskartjänst i klinisk diabetesforskning 1990-1996. Under första halvåret 1997 var han professor i cellbiologi, speciellt experimentell diabetesforskning vid Lunds universitet, och från 1 juli 1997 är han professor i experimentell endokrinologi vid Karolinska Institutet.
Inom diabetesforskningen har Berggren bland annat gjort uppmärksammade upptäckter rörande kalciumkanalerna i bukspottkörtelns betaceller.
Berggren invaldes 2008 som ledamot av Kungliga Vetenskapsakademien.